# Archivo de Prehistoria Levantina
Archivo de Prehistoria Levantina és una publicació del Servei d'Investigació Prehistòrica, de periodicitat irregular, tot i ser concebuda com a anuari. El primer número va aparèixer en 1929 i actualment és la revista espanyola de Prehistòria i Arqueologia d'edició més antiga encara en vigor.
La peculiar denominació es deu a la intenció que l'abast de les investigacions anara més enllà de la Regió Valenciana. Originàriament ideada com a publicació anual, el primer número, de 1928, va aparèixer en 1929. Per diverses circumstàncies, el segon número no seria publicat fins 1945, amb data d'edició de 1946. Publicant-se els següents entre 1952 i 1954, amb tres números en homenatge a Isidre Ballester Tormo.
Es distribueix a vora 150 centres estrangers de 29 països diferents.